# Valhalla (New York)
Valhalla ist ein für die Volkszählung amtlich festgelegter Ort (Census-designated place), der im Westchester County, Bundesstaat New York, USA liegt und 3162 Einwohner (2010) hat.

## Geographie
Valhalla liegt im Süden des Bundesstaates New York, wird im Osten vom Kensico Stausee, im Westen vom Sprain Brook Parkway begrenzt und liegt rund 40 Kilometer nördlich des Zentrums von New York City.

## Geschichte
Aufgrund einer lokalen Überlieferung wurde in der Gegend um das Jahr 1860 herum der Name für ein neu gegründetes Postamt gesucht. Da die Frau des Poststellenleiters eine große Verehrerin der Werke des Komponisten Richard Wagner war und insbesondere dessen Tetralogie Der Ring des Nibelungen schätzte, in der die nordische Mythologie mit der großen Halle der Toten (Walhall) eine wesentliche Rolle spielt, wurde der Ort Valhalla genannt.
Später entwickelte sich Valhalla als ruhige Wohngegend für Pendler zur nahen Metropole New York City.

## Historische Bauwerke
Die historischen Bauwerke John A. Hartford House und Bronx River Parkway Reservation mit dem Kensico Staudamm (Kensico Dam) sind im National Register of Historic Places eingetragen

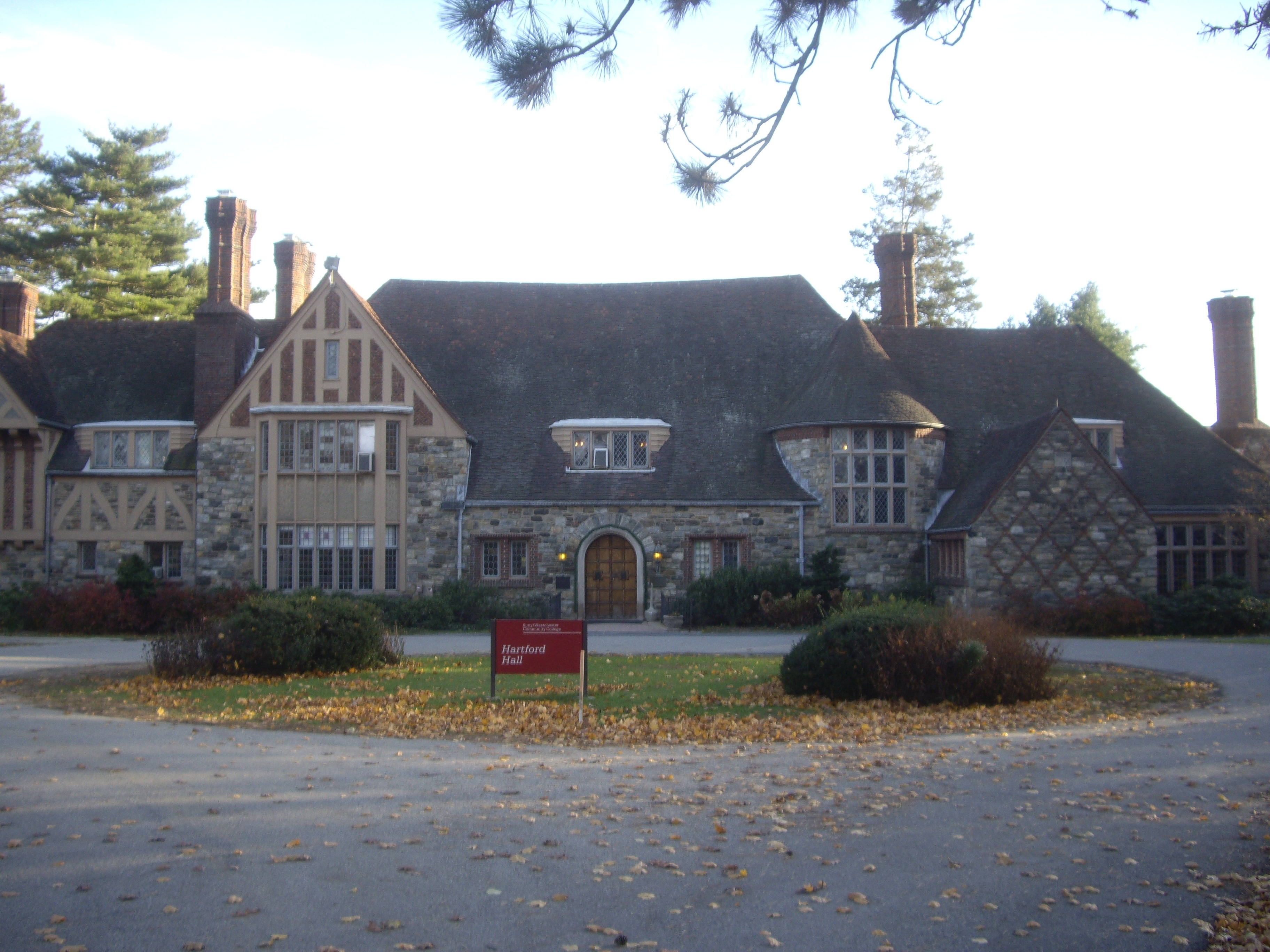
John A. Hartford House
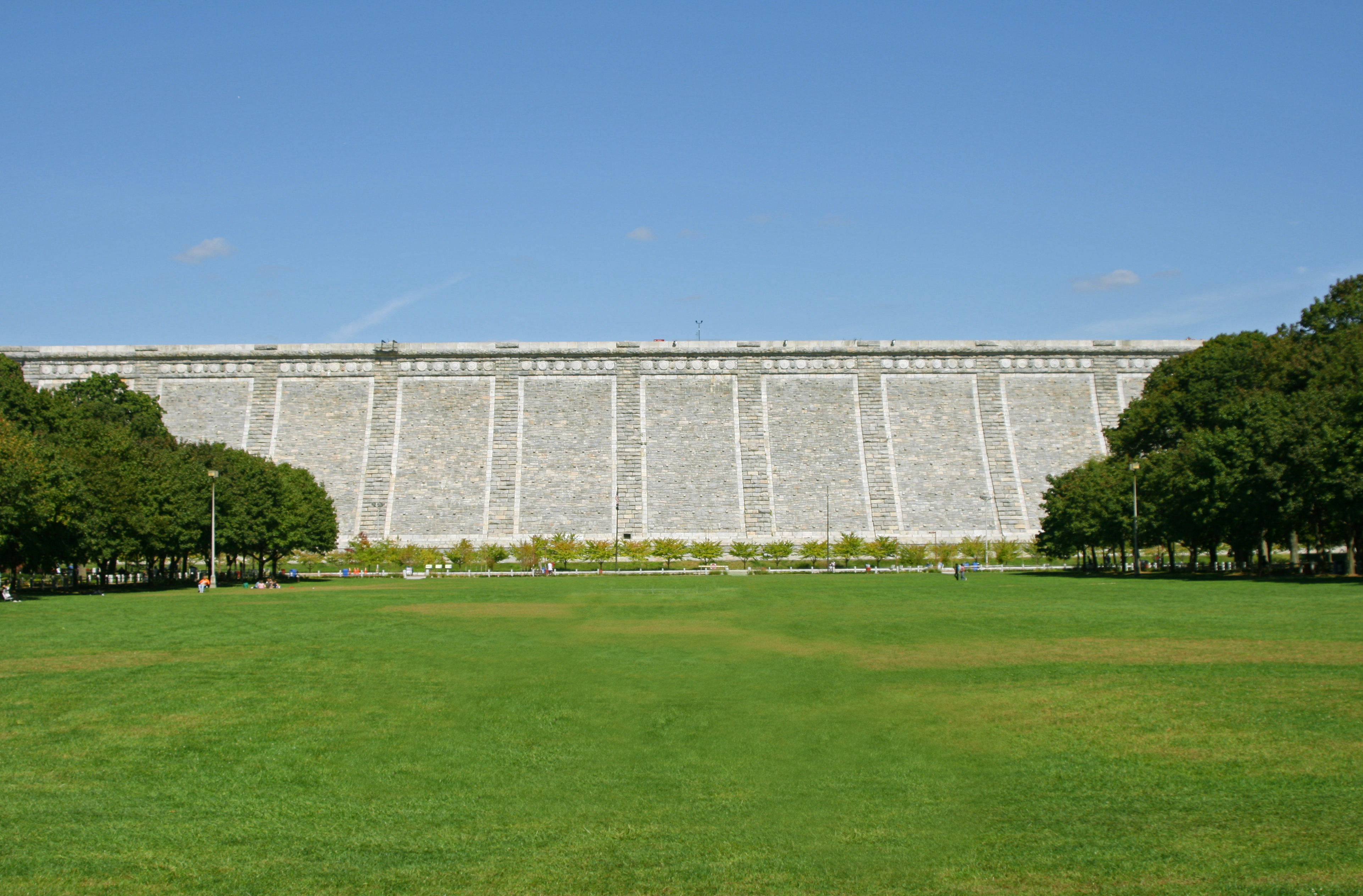
Kensico-Staudamm
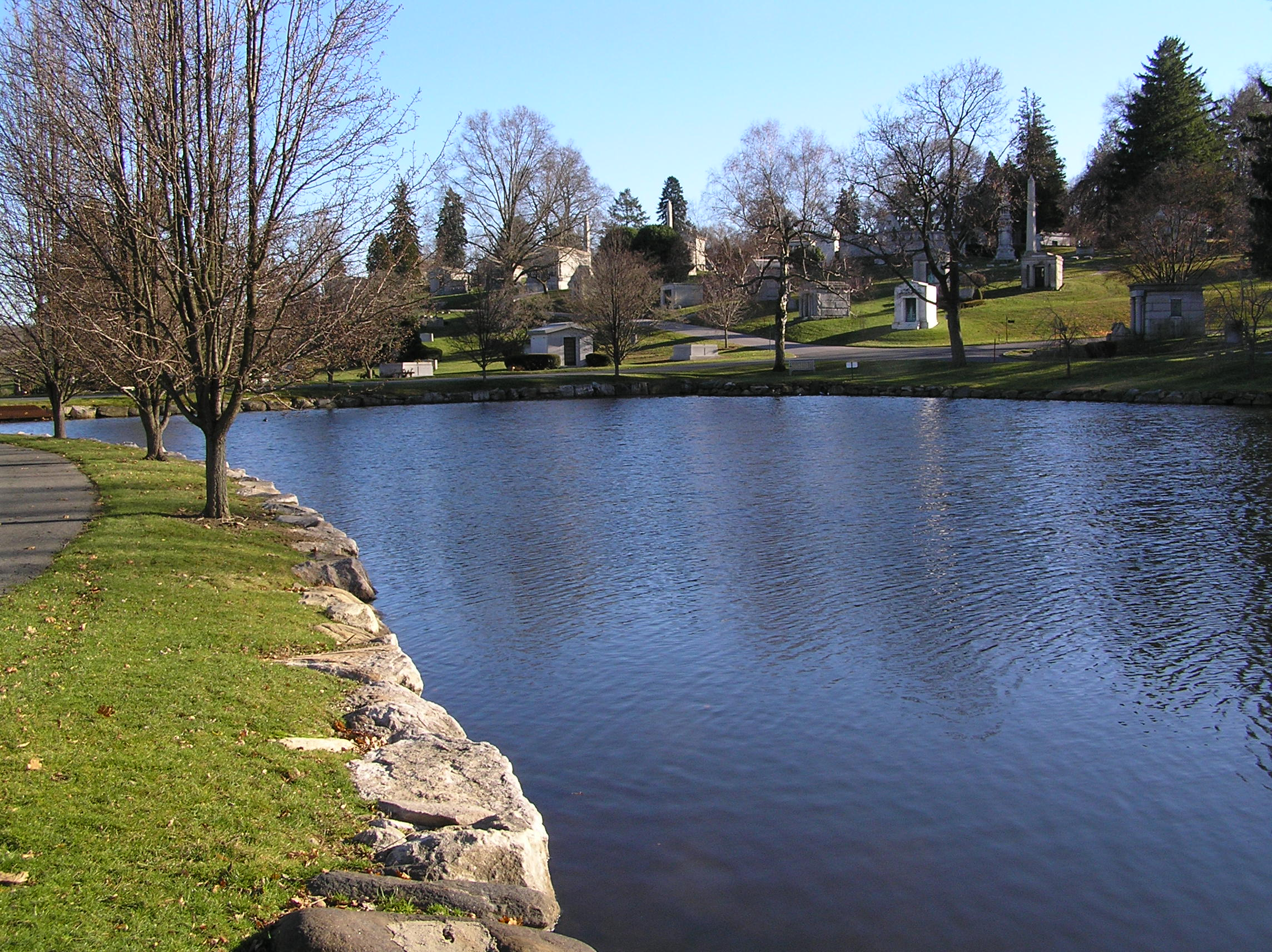
Kensico Cemetery

## Kensico Cemetery
Am südwestlichen Rand von Valhalla liegt der Kensico Cemetery. Auf diesem Friedhof befindet sich die letzte Ruhestätte vieler Prominenter. Dazu zählen:
- Anne Bancroft (1931–2005), Schauspielerin
- Ed Barrow (1868–1953), Baseball-Manager und Funktionär
- Billie Burke (1884–1970), Schauspielerin
- Robert De Niro Sr. (1922–1993), Künstler
- Tommy Dorsey (1905–1956), Jazzmusiker
- Geraldine Farrar (1882–1967), Opernsängerin
- Ezio Flagello (1931–2009), Opernsänger
- Gloria Foster (1933–2001), Schauspielerin
- Lou Gehrig (1903–1941), Baseballspieler
- Danny Kaye (1911–1987), Schauspieler
- Anna Moffo (1932–2006), Opernsängerin
- Harriet Quimby (1875–1912), Flugpionierin
- Sergei Rachmaninoff (1873–1943), Komponist
- Ayn Rand (1905–1982), Autorin
- Beverly Sills (1929–2007), Opernsängerin
- Lewis Stone (1879–1953), Schauspieler

## Demografische Daten
Im Jahr 2010 wurde eine Einwohnerzahl von 3165 Personen ermittelt. Das Durchschnittsalter lag zu diesem Zeitpunkt mit 41,5 Jahren leicht oberhalb des Wertes des Staates New York, der 40,7 Jahre betrug. 39,2 % der heutigen Bewohner gehen auf Einwanderer aus Italien zurück. Weitere maßgebliche Zuwanderungsgruppen während der Anfänge des Ortes kamen zu 24,6 % aus Irland und zu 12,1 % aus Deutschland.

## Persönlichkeiten
- Oliver Harrington (1912–1995), Karikaturist, Schriftsteller und Bürgerrechtskämpfer
- Dalmazio Santini (1923–2001), US-amerikanischer Komponist
- Sal Yvars (1924–2008), Baseballspieler